# Гексахлордисилоксан
Гексахлордисилоксан — неорганическое соединение, хлорпроизводное дисилоксана с формулой (SiCl3)2O, бесцветная жидкость, реагирует с водой.

## Получение
- Окисление хлорида кремния(IV) кислородом:

{\displaystyle {\mathsf {2SiCl_{4}+O_{2}\ {\xrightarrow {950-970^{o}C}}\ (SiCl_{3})_{2}O+Cl_{2}}}}

## Физические свойства
Гексахлордисилоксан образует бесцветную жидкость; реагирует с водой.

## Химические свойства
- Реагирует с водой:

{\displaystyle {\mathsf {(SiCl_{3})_{2}O+3H_{2}O\ {\xrightarrow {}}\ 2SiO_{2}+6HCl}}}
- Разлагается при сильном нагревании

{\displaystyle {\mathsf {2(SiCl_{3})_{2}O\ {\xrightarrow {T}}\ 3SiCl_{4}+SiO_{2}}}}